# 高阳郡 (东汉)
高阳郡，中国东汉时设置的郡。

## 建置沿革
汉桓帝时置，治所在高阳县（今河北省高阳县东旧城），屬冀州刺史部。
晉武帝泰始元年（265年），封宗室司马珪为高阳王，改高陽郡為高陽國，治所在博陆县（今蠡县南），領博陸、高陽、北新城、蠡吾四縣。永嘉之亂後，國除為高陽郡。
十六國時期，高陽郡先後為後趙（314年－350年）、前燕（350年－370年）、前秦（370年－384年）、後燕（384年－396年）所有。
北魏道武帝皇始二年（397年），分冀州置安州，高陽郡改屬安州。天興三年（400年），改安州為定州。北魏孝文帝太和十一年（487年），分定州、冀州置瀛州，高陽郡改屬瀛州。高陽郡領九縣：高陽、博野、蠡吾、易、扶輿、新城、樂鄉、永寧、清苑。辖境相当今河北省雄县、任丘、高阳、蠡县、清苑、保定、安新等市县及满城、徐水、容城等县的大部分地。
北齊文宣帝天保七年（556年），扶輿、新城、清苑、樂鄉四縣併入永寧縣，蠡吾縣併入博野縣，易縣併入河間郡鄚縣。隋文帝開皇三年（583年），廢高陽郡，高陽、博野、永寧三縣直屬瀛州。

## 人口
- 晉武帝太康中（280年－289年），高陽國有7000戶。[1]
- 東魏孝靜帝武定中（543年－550年），高陽郡有30586戶、140107口。[3]

## 行政長官

### 高陽太守（－265年）
- 韓繇，南陽堵陽人，曹魏時在任。[5]

### 高陽相（265年－289年）
- 羊倫，泰山南城人，晉武帝時在任。[6]

### 高陽內史（289年－314年）
- 劉希，中山魏昌人，晉懷帝永嘉五年（311年）被殺。[7]

### 高陽太守（314年－386年）
- 李回，漢昭武帝麟嘉元年（316年）由石勒任命。[8]
- 許茂，高陽新城人，慕容燕時在任。[9]

### 高陽內史（386年－396年）
- 崔宏，字玄伯，清河東武城人，後燕成武帝時出任，後燕惠愍帝永康元年（396年）棄郡東走海濱，又歸於北魏。[10]

### 高陽太守（396年－494年）
- 房叔玉，清河繹幕人，北魏獻文帝時在任。[11]

### 高陽內史（494年－550年）
- 崔振，字延根，博陵安平人，北魏孝文帝太和二十年（496年）出任。[12]
- 李繪，字敬文，趙郡柏人人，東魏孝靜帝武定二年（544年）出任。[13]

### 高陽太守（550年－577年）
- 祖鴻勳，涿郡范陽人，北齊文宣帝天保初卒官。[14]
- 崔景鳳，字鸞叔，清河東武城人，北齊廢帝乾明元年（560年）出任。[15]

### 高陽郡守（577年－583年）
- 薛裒，河東汾陰人。[16]

## 國主
- 高陽元王司馬珪，265年－274年在位。
  - 高陽哀王司馬緝，274年－278年在位。
- 高陽王司馬睦，280年－291年在位。
  -     - 高陽王司馬毅，292年－311年在位，314年封土失陷。
- 高陽王慕容隆，386年－397年在位，396年封土失陷。[17]
- 高陽文穆王元雍，494年－528年在位。
  - 高陽文孝王元泰，528年追封。
    - 高陽王元斌，528年－550年在位。